# Sakya trizin
Sakya trizin betekent letterlijk abt van het klooster Sakya. De sakya trizin is het hoofd van de sakyatraditie binnen het Tibetaans boeddhisme. Vrijwel alle sakya trizins waren afkomstig uit de familie Khon.

## De familie Khon en het ontstaan van de sakya trzin
De afkomst van de familie Khon kan mogelijk worden teruggevoerd naar de periode van het Tibetaanse rijk. Een van de voorvaderen van de familie zou als minister aan het hof gediend hebben. In een van de versies van het Testament van Ba wordt een Khon Klu' dbang-po genoemd als een van de eerste monniken en vertalers. In dat deel van het verhaal maakt hij in een razend tempo een reis na de dood van de koning Trisong Detsen. Dit om Vairocana uit zijn ballingschap te halen teneinde het mogelijk maken dat de laatste bij een debat over de te hanteren begrafenisriten aanwezig kan zijn. Na de val van het rijk in het midden van de 9e eeuw waren ze een van de clans die de daarop volgende periode wist te overleven.
Na de val van het Tibetaanse rijk was het boeddhisme in een georganiseerde en monastieke vorm uit Centraal-Tibet verdwenen. Dat betekende niet dat iedere vorm van wat toen voor boeddhisme in Tibet gehouden werd, verdwenen was. Er was een lekentraditie van tantrische meesters, zonder formele opleiding, wier kennis binnen clanverband van vader op zoon werd doorgegeven en die eigen versies van de weg naar de Verlichting nastreefden. De familie Khon was een van die clans.
De in later tijd geschreven klassieke Tibetaanse geschiedschrijving maakt frequent melding van grotesk misbruik van de tantrische traditie in deze periode. Tijdens de periode van het Tibetaanse rijk hadden de koningen bevolen dat tantrische praktijken alleen beoefend en overgedragen konden worden door geschoolde monniken. Als die afwezig waren, zou de beoefening van de tantra tot grote excessen leiden.
De overlevering wil, dat Khön Könchog Gyalpo als eerste in de clan duidelijk afstand begon te nemen van deze tantrische praktijken. Hij was van opvatting dat instructie in tantrische rituelen alleen effectief was, indien die rituelen niet openbaar waren. Hij ging onder meer studeren bij Drogmi, de leraar van Marpa.
Rond 1070 besloot hij een meditatiecentrum te bouwen in Sakya, een vallei in het zuiden van Tibet. Dit centrum groeide in de eeuwen daarna uit tot een uitgebreide monastieke gemeenschap die ook de naam zou worden van die traditie binnen het Tibetaans boeddhisme. De naam Sakya is afgeleid van het landschap van de vallei waar het eerste meditatiecentrum gebouwd werd en betekent grijze aarde.
In veel literatuur is sprake van een ononderbroken lijn van sakya trizins uit de familie Khon tot op heden. Dat is niet geheel juist. Konchog Gyalpo kreeg pas een (buitenechtelijke) zoon op de leeftijd van 59 jaar, verwekt bij een vrouw uit een naburig dorp. Die werd enige tijd daarna geadopteerd en zou onder de naam Sachen Kunga Nyingpo de eerste worden van de vijf grote meesters die de sakyatraditie tot bloei brachten. Sachen was bij het overlijden van zijn vader echter te jong voor een leidinggevende positie en voor de tweede sakya trizin moest iemand anders, Rinchen Drag, buiten de familie Khon gezocht worden.
Enkele generaties later stond de familie Khon op de rand van uitsterven. Phagspa had maar één zoon, Rakshita. Die overleed op de leeftijd van 20 jaar in 1287. Rakshita had één pasgeboren zoon, die kort daarop ook overleed. De overige leidinggevenden hadden geen keus dan opnieuw iemand van buiten de familie Khon te selecteren, Jamyang Rinchen Gyaltsen, uit de familie Luding. Na zijn dood ontstond er een groot probleem ten aanzien van de opvolging.
Er was echter ook nog een zeer verre neef van Phagspa, geboren uit een buitenechtelijke relatie. Deze neef leefde in ballingschap in China, nadat hij door velen vanwege zijn afkomst beschimpt was. In 1279 werd hij door andere leidinggevenden binnen de sakya overgehaald naar het klooster Sakya te komen. Hij diende eerst een periode van ruim tien jaar instructie te ontvangen. Hij werd daarna gerehabiliteerd, maar vooral verzocht zo vruchtbaar mogelijk te zijn.
Op de leeftijd van 45 jaar nam Sangpo Päl (ook wel Zangpopel of Chaknyi Chenpo genoemd) zeven vrouwen. Op het moment van zijn overlijden waren er nog elf van zijn dertien zoons in leven.Het probleem was nu niet meer het dreigende uitsterven van de familie Khon, maar op welke wijze er diende te worden omgegaan met de vele machtsconflicten tussen de vele erfgenamen.

## De machtsstrijd in de familie Khon en het verdwijnen van de machtspositie van de Sakya
Tijdens het leven van Phagspa (1235-1280) was de sakya tijdens deze periode van Mongools bestuur over Tibet de dominante traditie binnen het Tibetaans boeddhisme geworden.
In veel literatuur wordt nog de opvatting aangetroffen, dat de abt van het klooster Sakya, de sakya trizin, de werkelijke bestuurder van Tibet onder Mongools mandaat zou zijn. Hedendaagse tibetologen hebben overtuigend aangetoond dat dit een misvatting is. De sakya trizin was wel formeel het hoofd van de traditie, maar zijn macht was beperkt tot religieuze zaken en hij had daarnaast slechts verantwoordelijkheid voor de landgoederen die tot het klooster behoorden. Een andere functionaris van de sakya, de Poncen,was de persoon die met zijn staf feitelijk het dagelijks bestuur over Centraal-Tibet onder het Mongools mandaat uitoefende.
De functie van sakya trizin had echter wel grote symbolische en religieuze betekenis en was daarnaast op dat moment door de immense landgoederen ook de meest lucratieve functie in Tibet.
Het woord Khon is in vertaling iets als  strijd . Die naam werd "eer aangedaan", want de machtsstrijd tussen de vele zonen van Sangpo Päl dreigde de privileges en de rijkdom van de familie Khon te vernietigen. De tweede zoon, Künga Lodrö Gyaltsen Päl Sangpo (1299-1327), de achtste keizerlijk leermeester aan het hof van de Yuan-dynastie, werd door de keizer belast met de opdracht de geschillen te regelen. Hij besloot de familie Khon in vier verschillende takken te splitsen: Zhitog, Lhakang, Richengang en Ducho. Ieder van die vier takken had ook zijn eigen abt.
De splitsing in vier takken had niet het gewenste resultaat. De machtsstrijd en onderlinge intriges werden alleen intenser. Vanaf circa 1330 wist Changchub Gyaltsen, die als stichter van de latere Tibetaanse Phagmodru-dynastie de strijd tegen de dominantie van de sakya begon, de enorme rivaliteit tussen de vier familietakken behendig uit te buiten. Het prestige van de sakya trizin daalde aanzienlijk. Dit droeg ook bij aan het verloren gaan van de machtspositie van de traditie.
De familietakken van de takken Zhitog, Lhakang, Richengang stierven in het begin van de 16e eeuw uit. In de 18e eeuw splitste het Huis van Ducho zich in twee takken, Drolma en Puntsog, die daarna beurtelings de sakya trizin hebben geleverd.

## Huidige sakya trizin
De huidige sakya trizin is de 41e sakya trizin. Aangezien de overlevering van vader op zoon is, wilden de ouders graag een zoon, maar hun wens bleef onvervuld. De familie had een bedevaart naar Kailash, naar Nepal en naar Lhasa gemaakt en had een groot meester gevraagd rituelen voor hen te verrichten, opdat de sakyalijn niet zou uitsterven. Hun wens ging uiteindelijk in vervulling.
Op 7 september 1945 werd een zoon geboren in een klein dorpje in de buurt van Shigatse, Tibet en hij werd Ayu Vajra genoemd. Na de eerste initiatie kreeg hij zijn volledige naam: Ngawang Kunga Tegchen Palbar Samphel Wanggi Gyalpo, een naam die in het algemeen afgekort wordt tot Ngawang Kunga. Hij heeft een oudere zuster, Jetsun Kushok Chimey Luding, die veel over de wereld reist om les te geven en die als leraar in hoog aanzien staat en tegenwoordig in Vancouver, Canada woont.
Zijn ouders overleden in zijn vroege jeugd en hij werd door zijn tante opgevoed. Op vijfjarige leeftijd werd hij naar het klooster gestuurd en in 1951 tijdens een bedevaartstocht naar Lhasa door dalai lama Tenzin Gyatso gekroond als sakya trizin. Na een verdere studie in Lhasa in 1959 werd hij ingewijd als sakya trizin en vanaf dat moment was hij formeel de geestelijk leider van de school. Spoedig daarna moest Ngawang Kunga naar India vluchten.
In 1960 verhuisde hij naar Darjeeling waar hij zijn opleiding vervolgde. In 1964 stichtte hij in Rajpur, India een nieuw hoofdkantoor voor de sakyaschool. In 1974 trouwde hij met Dagmo Kusho Tashi Lhakee en in datzelfde jaar werd zijn eerste zoon, Ratna Vajra, geboren.

## Lijst van sakya trizins
Lharig, de goddelijke generatie
Volgens de legende is Ciring uit de Sfeer der Vormen neergedaald en later weer teruggekeerd naar de hemelen.
- Ciring
- Yuse
- Yuring
- Masang Cije
- Togsa Pawo Tag
- Tagpo Ochen
- Yapang Kye

Familie Khön, koninklijke familie
- Khön Bar Kye
- Khön Jekundag, minister van Trisong Detsen,
- Khön Lu'i Wangpo Srungwa
- Khön Dorje Rinchen
- Khön Sherab Yontan
- Khön Yontan Jungne
- Khön Tsugtor Sherab
- Khön Gekyab
- Khön Getong
- Khön Balpo
- Khön Shakya Lodrö
- Sherab Tsultrim

sakyalijn, generaties als boeddhistisch leraar
|     | Naam                            | Leven     | In functie          | Wylie                                           |
| --- | ------------------------------- | --------- | ------------------- | ----------------------------------------------- |
| 1.  | Khön Könchog Gyalpo             | 1034-1102 | 1073-1102           | 'khon dkon mchog rgyal po                       |
| 2.  | Bari Lotsawa Rinchen Drag       | 1040-1111 | 1103-1110           | ba ri lo tsa ba rin chen grags                  |
| 3.  | Sachen Künga Nyingpo            | 1092-1158 | 1111-1158           | sa chen kun dga’ snying po                      |
| 4.  | Sönam Tsemo                     | 1142-1182 | 1159-1171           | bsod nams rtse mo                               |
| 5.  | Dragpa Gyaltsen                 | 1147-1216 | 1172-1215           | grags pa rgyal mtshan                           |
| 6.  | Sakya Pandita                   | 1182-1251 | 1216-1243           | sa skya pandi ta kun dga’ rgyal mtshan          |
| 7.  | Phagspa                         | 1235-1280 | 1265-1266 1276-1280 | chos rgyal 'phags pa blo gros rgyal mtshan      |
| 8.  | Rinchen Gyaltsen                | 1238-1279 | 1267-1275           | rin chen rgyal mtshan                           |
| 9.  | Dharmapala Rakshita             | 1268-1287 | 1281-1287           |                                                 |
| 10. | Sharpa Jamyang Rinchen Gyaltsen | 1258-1306 | 1288-1297           | shar pa 'jam dbyangs rin chen rgyal mtshan      |
| 11. | Sangpo Päl                      | 1262-1324 | 1298-1324           | bzang po dpal                                   |
| 12. | Namkha Legpa                    | 1305-1343 | ca. 1324-1342       | nam mkha' legs pa'i rgyal mtshan                |
| 13. | Jamyang Donyö Gyaltsen          | 1310-1344 | ca. 1342-1344       | 'jam dbyangs don yod rgyal mtshan               |
| 14. | Lama Dampa Sönam Gyaltsen       | 1312-1375 | 1344-1347           | bla ma dam pa bsod nams rgyal mtshan            |
| 15. | Tawen Lodrö Gyaltsen            | 1332-1364 | 1347-1364           | ta dben blo gros rgyal mtshan                   |
| 16. | Tawen Künga Rinchen             | 1339-1399 | ca. 1364-1399       | ta dben kun dga' rin chen                       |
| 17. | Güshri Lodrö Gyaltsen           | 1366-1420 | 1399-1420           | slob dpon chen po gu shri blo gros rgyal mtshan |
| 18. | Jamyang Namkha Gyaltsen         | 1398-1472 | 1421-1441           | 'jam dbyangs nam mkha' rgyal mtshan             |
| 19. | Künga Wangchug                  | 1418-1462 | 1442-1462           | kun dga' dbang phyug                            |
| 20. | Gyagar Sherab Gyaltsen          | 1436-1472 | 1463-1472           | rgya gar ba shes rab rgyal mtshan               |
| 21. | Dagchen Lodrö Gyaltsen          | 1444-1495 | 1473-1495           | bdag chen blo gros rgyal mtshan                 |
| 22. | Lotsawa Künga Sönam             | 1485-1533 | 1496-1533           | sa skya lo tsa ba kun dga' bsod nams            |
| 23. | Ngagchang Künga Rinchen         | 1517-1584 | 1534-1584           | sngags 'chang kun 'dga rin chen                 |
| 24. | Jamyang Sönam Sangpo            | 1519-1621 | 1584-1589           | 'jam dbyangs bsod nams bzang po                 |
| 25. | Dragpa Lodrö                    | 1563-1617 | 1589-1617           | grags pa blo gros                               |
| 26. | Ngawang Künga Wangyal           | 1592-1620 | 1618-1620           | ngag dbang kun dga' dbang rgyal                 |
| 27. | Ngawang Künga Sönam             | 1597-1659 | 1620-1659           | ngag dbang kun dga' bsod nams                   |
| 28. | Ngawang Sönam Wangchug          | 1638-1685 | 1659-1685           | ngag dbang bsod nams dbang phyug                |
| 29. | Ngawang Künga Tashi             | 1656-1711 | 1685-1711           | ngag dbang kun dga' bkra shis                   |
| 30. | Sönam Rinchen                   | 1705-1741 | 1711-1741           | bsod nams rin chen                              |
| 31. | Künga Lodrö                     | 1729-1783 | 1741-1783           | kun dga' blo gros                               |
| 32. | Wangdu Nyingpo                  | 1763-1809 | 1783-1806           | dbang sdud snying po                            |
| 33. | Pema Düdül Wangchug             | 1792-1853 | 1806-1843           | pad ma bdud 'dul dbang phyug                    |
| 34. | Dorje Rinchen                   | 1819-1867 | 1843-1845           | rdo rje rin chen                                |
| 35. | Tashi Rinchen                   | 1824-1865 | 1846-1865           | bkra shis rin chen                              |
| 36. | Künga Sönam                     | 1842-1882 | 1866-1882           | kun dga' bsod nams                              |
| 37. | Künga Nyingpo                   | 1850-1899 | 1883-1899           | kun dga' snying po                              |
| 38. | Dzamling Chegu Wangdü           | 1855-1919 | 1901-1915           | 'dzam gling che rgu dbang 'dud                  |
| 39. | Dragshul Trinley Rinchen        | 1871-1936 | 1915-1936           | drag shul 'phrin las rin chen                   |
| 40. | Ngawang Thutob Wangdrag         | 1900-1950 | 1937-1950           | ngag dbang mthu stobs dbang drag                |
| 41. | Ngawang Künga Thegchen Pälbar   | * 1945    | 1951-               | ngag dbang kun dga' theg chen dpal 'bar         |